# Bådan (vid Torsön, Nykarleby)
Bådan är en ö i Finland. Den ligger i Bottenviken och i kommunen Nykarleby i den ekonomiska regionen  Jakobstadsregionen i landskapet Österbotten, i den västra delen av landet. Ön ligger omkring 70 kilometer nordöst om Vasa och omkring 410 kilometer norr om Helsingfors.
Öns area är 4,5 hektar och dess största längd är 390 meter i nord-sydlig riktning.